# Léon Challe
Pour les articles homonymes, voir Challe.
Léon Marie Michel Arthur Challe, né le 20 juillet 1898 à Reims (Marne) et mort le 31 mai 1984 à Six-Fours-les-Plages (Var), était un aviateur français.

## Distinctions
- Commandeur de la Légion d'honneur.
- Croix de guerre 1914-1918 avec 1 palme et 1 étoile.